# Stanislav Galić
Stanislav Galić (serbisch-kyrillisch Станислав Галић; * 12. März 1943 in Goles, Bosnien und Herzegowina) ist ein ehemaliger General der Armee der Republika Srpska (VRS) und zu lebenslanger Freiheitsstrafe verurteilter Kriegsverbrecher.

## Leben
Am 20. Mai 1992 wurden die JNA-Streitkräfte, welche im Zuge des Bosnienkrieges die Stadt Sarajevo umgaben, zum Sarajevo-Romanija-Korps zusammengefasst und bildeten fortan einen wichtigen Bestandteil der VRS, welche unter dem Oberkommando von Ratko Mladić und Radovan Karadžić stand. Das Hauptquartier des Korps befand sich in der Kaserne von Lukavica, südwestlich von Sarajevo.
Stanislav Galić war Divisionär in der VRS, als er am 10. September 1992 das Kommando über das Sarajevo-Romanija-Korps übernahm und es bis 10. August 1994 behielt. Ihm unterstanden dabei rund 18.000 Kämpfer in 10 Brigaden, welche die umliegenden Hügel von Sarajevo besetzte und zahlreiche Kriegsverbrechen an Zivilisten beging. Das Korps wendete eine Militärstrategie an, die darauf abzielte, die Zivilbevölkerung von Sarajevo durch Schüsse aus dem Hinterhalt und Bombardierungen zu töten, zu verstümmeln, zu verwunden und zu terrorisieren. Die Angriffe, denen ca. 12.000 Zivilisten beider Geschlechter und jeden Alters zum Opfer fielen, waren ohne jeglichen militärischen Zusammenhang und zielten darauf ab, die Einwohner permanent in Angst und Schrecken zu versetzen. Dazu zählten die Zerstörungen zahlreicher historischer, kultureller und symbolischer Gebäude.
Stanislav Galić wurde am 20. Dezember 1999 durch die SFOR gefasst und an den Internationalen Strafgerichtshof für das ehemalige Jugoslawien ausgeliefert, wo er am 5. Dezember 2003 zu 20 Jahren Haft verurteilt wurde. Nach einer Berufungsverhandlung wurde er am 30. November 2006 zu lebenslanger Haft verurteilt. Am 15. Januar 2009 wurde er zur Verbüßung seiner Strafe nach Deutschland überstellt. Zu den einzelnen Anklagepunkten zählten der scheinbar gezielte Beschuss des mit Zivilisten überfüllten Markale-Marktplatzes mit über 100 Todesopfern (Markale-Massaker) sowie der Einsatz regulärer Scharfschützen der VRS gegen Zivilisten im ganzen Stadtgebiet.
Mehrere Ansuchen um vorzeitige Entlassung von Galić wurden bislang abgewiesen, zuletzt 2024.